# Bruno Melo
Bruno Ferreira Melo, noto semplicemente come Bruno Melo (Paracuru, 26 ottobre 1992), è un calciatore brasiliano, difensore del Coritiba.

## Palmarès

### Club

#### Competizioni statali
- Campionato Cearense: 4

Fortaleza: 2015, 2016, 2019, 2020

#### Competizioni nazionali
- Campeonato Brasileiro Série B: 1

Fortaleza: 2018

#### Competizioni regionali
- Copa do Nordeste: 1

Fortaleza: 2019